# Василяки
Василяки́ — село в Україні, в Оболонській сільській громади Кременчуцького району Полтавської області. Населення становить 7 осіб.

## Географія
Село Василяки знаходиться на відстані 1,5 км від села Бурбине та за 2 км від села Пузирі.

## Населення

### Мова
Розподіл населення за рідною мовою за даними перепису 2001 року:
| Мова       | Кількість | Відсоток |
| ---------- | --------- | -------- |
| українська | 7         | 100%     |